# Zdrav razum
Zdrav razum je dobro praktično rasuđivanje u pogledu svakodnevnih stvari, ili osnovna sposobnost opažanja, razumevanja i prosuđivanja koju dele skoro svi ljudi. Prvi tip zdravog razuma, dobar razum, može se opisati kao „smisao za viđenje stvari onakvima kakve jesu i da se radi onako kako bi trebalo da se radi”. Drugi tip se ponekad opisuje kao narodna mudrost, „koja označava nereflektivno znanje koje nije zavisno od specijalizovanog treninga ili promišljene misli”. Dve tipa su isprepletena, jer je osoba koja ima zdrav razum u dodiru sa idejama zdravog razuma, koje proističu iz proživljenih iskustava osoba koje su dovoljno zdravorazumne da ih spoznaju.
U psihološkom kontekstu, Smedslund definiše zdrav razum kao „sistem implikacija koje kompetentni korisnici nekog jezika dele” i napominje: „Predlog u datom kontekstu pripada zdravom razumu ako i samo ako se svi kompetentni korisnici upotrebljenog jezika slažu da je tvrdnja u datom kontekstu tačna i da je njena negacija lažna.”
Svakodnevno razumevanje zdravog razuma proističe iz istorijske filozofske rasprave koja obuhvata nekoliko evropskih jezika. Srodni izrazi na drugim jezicima uključuju latinski sensus communis, grčki αἴσθησις κοινὴ (aísthēsis koinḕ) i francuski bon sens, ali to nisu direktni prevodi u svim kontekstima. Slično tome u engleskom jeziku postoje različite nijanse značenja, koje impliciraju više ili manje obrazovanje i mudrost: „dobar razum” se ponekad smatra ekvivalentnim „zdravom razumu”, a ponekad to nije slučaj.
„Zdrav razum” takođe ima najmanje dva posebna filozofska značenja. Jedno je sposobnost životinjske duše (ψῡχή, psūkhḗ) koju je predložio Aristotel, a koja omogućava različitim individualnim čulima da kolektivno opažaju karakteristike fizičkih stvari, kao što su kretanje i veličina, koje sve fizičke stvari imaju u različitim kombinacijama, omogućavajući ljudima i drugim životinjama da razlikuju i identifikuju fizičke stvari. Ovaj zdrav razum razlikuje se od osnovne čulne percepcije i od ljudskog racionalnog razmišljanja, ali sarađuje sa obema.
Druga posebna upotreba termina je pod uticajem Rima i koristi se za prirodnu ljudsku osetljivost za druge ljude i zajednice. Baš kao i svakodnevni smisao, i jedno i drugo se odnosi na vrstu osnovne svesti i sposobnosti procene koje se od većine ljudi prirodno očekuju, čak i ako ne mogu da objasne zašto.
Sva ova značenja „zdravog razuma”, uključujući svakodnevna, međusobno su povezana u složenoj istoriji i razvila su se tokom važnih političkih i filozofskih rasprava u modernoj zapadnoj civilizaciji, posebno u vezi sa naukom, politikom i ekonomijom. Međusobna povezanost značenja je posebno uočljiva u jezicima poput engleskog, koji su postali međunarodni.
Od doba prosvetiteljstva, termin „zdrav razum”" često se koristio radi retoričkog efekata, ponekad pežorativno, a ponekad kao pozitivno apeliranje na autoritet. On se može negativno izjednačiti sa vulgarnim predrasudama i praznoverjem. On im se često pozitivno suprotstavlja kao standard za dobar ukus i kao izvor najosnovnijih aksioma potrebnih nauci i logici. Početkom osamnaestog veka ovaj stari filozofski termin prvi put je stekao svoje moderno značenje: „Te obične, samorazumljive istine ili konvencionalna mudrost, za koje nije potrebna nikakva sofisticiranost da bi se shvatile i nijedan dokaz da bi se precizno prihvatile, jer su tako dobro pristajale sa osnovnim (zdravo razumnim) intelektualnim kapacitetima i iskustvima celokupnog društvenog tela.” Ovo je počelo Dekartovom kritikom o tome, i onim što je postalo poznato kao spor između „racionalizma” i „empirizma”. U uvodnoj liniji jedne od njegovih najpoznatijih knjiga, Diskurs o metodi, Dekart je ustanovio najčešće moderno značenje i njegove kontroverze, kada je izjavio da svi imaju sličnu i dovoljnu količinu zdravog razuma (bon sens), ali da se to retko kad dobro koristi. Stoga se treba pridržavati skeptičke logičke metode koju je Dekart opisao, a na zdrav razum se ne treba preterano oslanjati. U kasnijem prosvetljenju iz 18. veka, zdrav razum se pozitivnije shvatao kao osnova modernog razmišljanja. To je bilo u suprotnosti s metafizikom, koja je, poput kartezijanizma, bila povezana sa Ancien Régime. Tomas Pejnov polemički pamflet Zdravog razuma (1776) opisan je kao najuticajniji politički pamflet 18. veka, koji je uticao na Američku i Francusku revoluciju. Danas su koncept zdravog razuma i kako je najbolje da se koristiti, i dalje vezani za mnoge od najdugovečnijih tema epistemologije i etike, sa posebnim fokusom često usmerenim na filozofiju modernih društvenih nauka.

## Literatura
- Aristotle, De Anima. The Loeb Classical Library edition of 1986 used the 1936 translation of W.S Hett, and the standardised Greek text of August Immanuel Bekker. The more recent translation by Joe Sachs (see below) attempts to be more literal.
- Brann, Eva (1991), The World of the Imagination: Sum and Substance, Rowman & Littlefield
- Bugter (1987), „Sensus Communis in the works of M. Tullius Cicero”,  Ур.: van Holthoon; Olson, Common Sense: The Foundations for Social Science, ISBN 9780819165046
- Descartes, Réné (1901), The Method, Meditations and Philosophy of Descartes, translated from the Original Texts, with a new introductory Essay, Historical and Critical by John Veitch and a Special Introduction by Frank Sewall, Washington: M. Walter Dunne, Приступљено 25. 7. 2013
- Descartes, Rene (1970), „Letter to Mersenne, 21 April 1941”,  Ур.: Kenny, Anthony, Descartes: Philosophical Letters, Oxford University Press Translated by Anthony Kenny. Descartes discusses his use of the notion of the common sense in the sixth meditation.
- Descartes, Rene (1989), Passions of the Soul, Hackett. Translated by Stephen H. Voss.
- Gadamer, Hans-Georg (1989), Truth and Method, 2nd rev. ed., trans. Joel Weinsheimer and Donald G. Marshall, New York: Continuum.
- Gilson, Etienne (1939), Thomist Realism and the Critique of Knowledge, ISBN 9781586176853
- Gregorić, Pavel (2007), Aristotle on the Common Sense, Oxford University Press, ISBN 9780191608490
- Heller-Roazen, Daniel (2008),  Nichols; Kablitz; Calhoun, ур., Rethinking the Medieval Senses, Johns Hopkins University Press, ISBN 9780801887369
- van Holthoon (1987), „The common sense of Rousseau”,  Ур.: van Holthoon; Olson, Common Sense: The Foundations for Social Science
- van Holthoorn; Olson (1987), „Introduction”,  Ур.: van Holthoon; Olson, Common Sense: The Foundations for Social Science
- Hume, David (1987), Essays Moral, Political, Literary, edited and with a Foreword, Notes, and Glossary by Eugene F. Miller, with an appendix of variant readings from the 1889 edition by T.H. Green and T.H. Grose, Indianapolis: Liberty Fund, Приступљено 25. 7. 2013
- Hume, David (1902), Enquiries Concerning the Human Understanding and Concerning the Principles of Morals by David Hume, ed. L. A. Selby-Bigge, M.A. 2nd ed., Oxford: Clarendon Press
- Hundert (1987), „Enlightenment and the decay of common sense”,  Ур.: van Holthoon; Olson, Common Sense: The Foundations for Social Science
- Kant, Immanuel (1914), „§ 40.: Of Taste as a kind of sensus communis”, Kant's Critique of Judgement, translated with Introduction and Notes by J.H. Bernard (2nd ed. revised), London: Macmillan, Приступљено 25. 7. 2013
- van Kessel (1987), „Common Sense between Bacon and Vico: Scepticism in England and Italy”,  Ур.: van Holthoon; Olson, Common Sense: The Foundations for Social Science, ISBN 9780819165046
- Lee, Mi-Kyoung (2011), „The distinction between primary and secondary qualities in ancient Greek philosophy”,  Ур.: Nolan, Lawrence, Primary and Secondary Qualities: The Historical and Ongoing Debate, Oxford
- Lewis, C. S. (1967), Studies in words, Cambridge, ISBN 9780521398312
- Moore, George Edward (1925), A defense of common sense
- Oettinger, M. Friedrich Christoph. 1861. Cited in Gadamer (1989).
- Peters Agnew, Lois (2008), Outward, Visible Propriety: Stoic Philosophy and Eighteenth-century British Rhetorics, University of South Carolina Press, ISBN 9781570037672
- Reid, Thomas (1983), „An Inquiry into the Human Mind on the Principles of Common Sense”,  Ур.: Beanblosom; Lehrer, Thomas Reid's Inquiry and Essays, New York: Hackett
- Rosenfeld, Sophia (2011), Common Sense, Harvard University Press, ISBN 9780674061286
- Sachs, Joe (2001), Aristotle's On the Soul and On Memory and Recollection, Green Lion Press, ISBN 978-1-888009-17-0
- Schaeffer (1990), Sensus Communis: Vico, Rhetoric, and the Limits of Relativism, Duke University Press, ISBN 978-0822310266
- Shaftesbury, Anthony Ashley Cooper, Earl of (2001),  Douglas den Uyl, ур., Characteristicks of Men, Manners, Opinions, Times, Indianapolis: Liberty Fund
- Spruit, Leen (1994), Species Intelligibilis: From Perception to Knowledge. I. Classical roots and medieval discussions, Brill, ISBN 978-9004098831
- Spruit, Leen (1995), Species Intelligibilis: From Perception to Knowledge. II. Renaissance controversies, later scholasticism, and the elimination of the intelligible species in modern philosophy, Brill, ISBN 978-9004103962
- Stebbins, Robert A. Leisure's Legacy: Challenging the Common Sense View of Free Time. Basingstoke, UK: Palgrave Macmillan, 2017.
- Vico, Giambattista. On the Study Methods of our Time, trans. Elio Gianturco. Ithaca, NY: Cornell University Press, 1990.
- Vico, Giambattista (1968), The New Science of Giambattista Vico (3rd изд.), Cornell University Press. Translated by Bergin and Fisch.
- Voltaire (1901), „COMMON SENSE”, The Works of Voltaire. A Contemporary Version. A Critique and Biography by John Morley, notes by Tobias Smollett, trans. William F. Fleming, IV, New York: E.R. DuMont
- Wierzbicka, Anna (2010), Experience, Evidence, and Sense: The Hidden Cultural Legacy of English, Oxford University Press
- Coates, John (1996), The Claims of Common Sense: Moore, Wittgenstein, Keynes and the Social Sciences, Cambridge University Press, ISBN 9780521412568
- Ledwig, Marion (2007), Common Sense: Its History, Method, and Applicability, Peter Lang, ISBN 9780820488844
- McCarthy, John; Lifschitz, Vladimir (1990), Formalizing Common Sense, Intellect Books, ISBN 9780893915353